# Nederlandse kampioenschappen schaatsen afstanden 2018 - 3000 meter vrouwen
De 3000 meter vrouwen op de Nederlandse kampioenschappen schaatsen afstanden 2018 werd gereden in oktober 2017, in ijsstadion Thialf te Heerenveen. Er namen 20 schaatssters deel.
Ireen Wüst was titelverdedigster na haar zege tijdens de NK afstanden 2017.

## Statistieken

### Uitslag
| #      | Schaatser              | tijd    |
| ------ | ---------------------- | ------- |
| Goud   | Antoinette de Jong     | 4.05,59 |
| Zilver | Ireen Wüst             | 4.06,13 |
| Brons  | Irene Schouten         | 4.06,31 |
| 4      | Carlijn Achtereekte    | 4.06,42 |
| 5      | Carien Kleibeuker      | 4.09,55 |
| 6      | Marije Joling          | 4.09,63 |
| 7      | Melissa Wijfje         | 4.09,69 |
| 8      | Reina Anema            | 4.09,88 |
| 9      | Linda de Vries         | 4.10,13 |
| 10     | Annouk van der Weijden | 4.10,51 |
| 11     | Esmee Visser           | 4.10,55 |
| 12     | Femke Markus           | 4.11,61 |
| 13     | Sanne in 't Hof        | 4.13,53 |
| 14     | Ineke Dedden           | 4.15,54 |
| 15     | Aveline Hijlkema       | 4.17,73 |
| 16     | Elma de Vries          | 4.17,79 |
| 17     | Roza Blokker           | 4.20,01 |
| 18     | Loes Adegeest          | 4.22,69 |
| 19     | Sterre Jonkers         | 4.23,73 |
| 20     | Natasja Roest          | 4.23,97 |